# Impending Doom (německá hudební skupina)
Impending Doom (v překladu z angličtiny blížící se zkáza) byla německá black/death/thrash metalová kapela z Weidy/Rockendorfu v Durynsku založená roku 1993 pod názvem Black Prophecy, poté v letech 1993–1995 nesla název Infernal Bleeding.
Kapela přestala být aktivní kolem roku 2003, zanechala po sobě celkem tři studiová alba a několik dalších nahrávek.

## Diskografie
Dema
- Messias Abaddon (1995)
- Pagan Fires (1996)

Studiová alba
- Caedes Sacrilegae (1997)[1]
- Signum of Hate (1998)
- Apocalypse III – The Manifested Purgatorium (2001)

EP
- Blasphemy Incarnate (2000)
- The Great Pale Hunter (2002)

Kompilace
- Pagan Fires / Messias Abaddon (1997) – obsahuje zremasterované promo Pagan Fires, demo Messias Abaddon a první skladbu, kterou skupina nahrála ve studiu
- Beyond the Altar of Obscurity: A Decade of Blasphemy (2003)

Split nahrávky
- Thuringian Circle (1996) – společně s německou kapelou Atanatos
- Breed to Breathe (1997) – společně s kapelou Napalm Death, jde spíše o EP těchto Britů. Britské vydavatelství Earache Records vypsalo soutěž, v níž kapely představily své coververze skladeb Napalm Death. Dvě nejlepší se dostaly na toto minialbum (každá zvlášť, neboť vyšlo ve dvou verzích). Impending Doom přispěli skladbou Greed Killing, druhé vydání obsahuje song Suffer the Children v podání Američanů Fatality.
- Cromlech / Berserker Legions (1999) – společně s dánskou kapelou Exmortem
- Impending Doom / Goatfire (2001) – společně s italskou kapelou Goatfire

Promo nahrávky
- Promo Tape 11/97 (1997)
- Promo Recordings 11/99 (1999)